# Acalymma bivittulum
Acalymma bivittulum es una especie de  coleóptero de la familia Chrysomelidae.
Fue descrita científicamente por primera vez en 1883 por Kirsch.